# Алаканський діалект

Діалекти каталанської мови

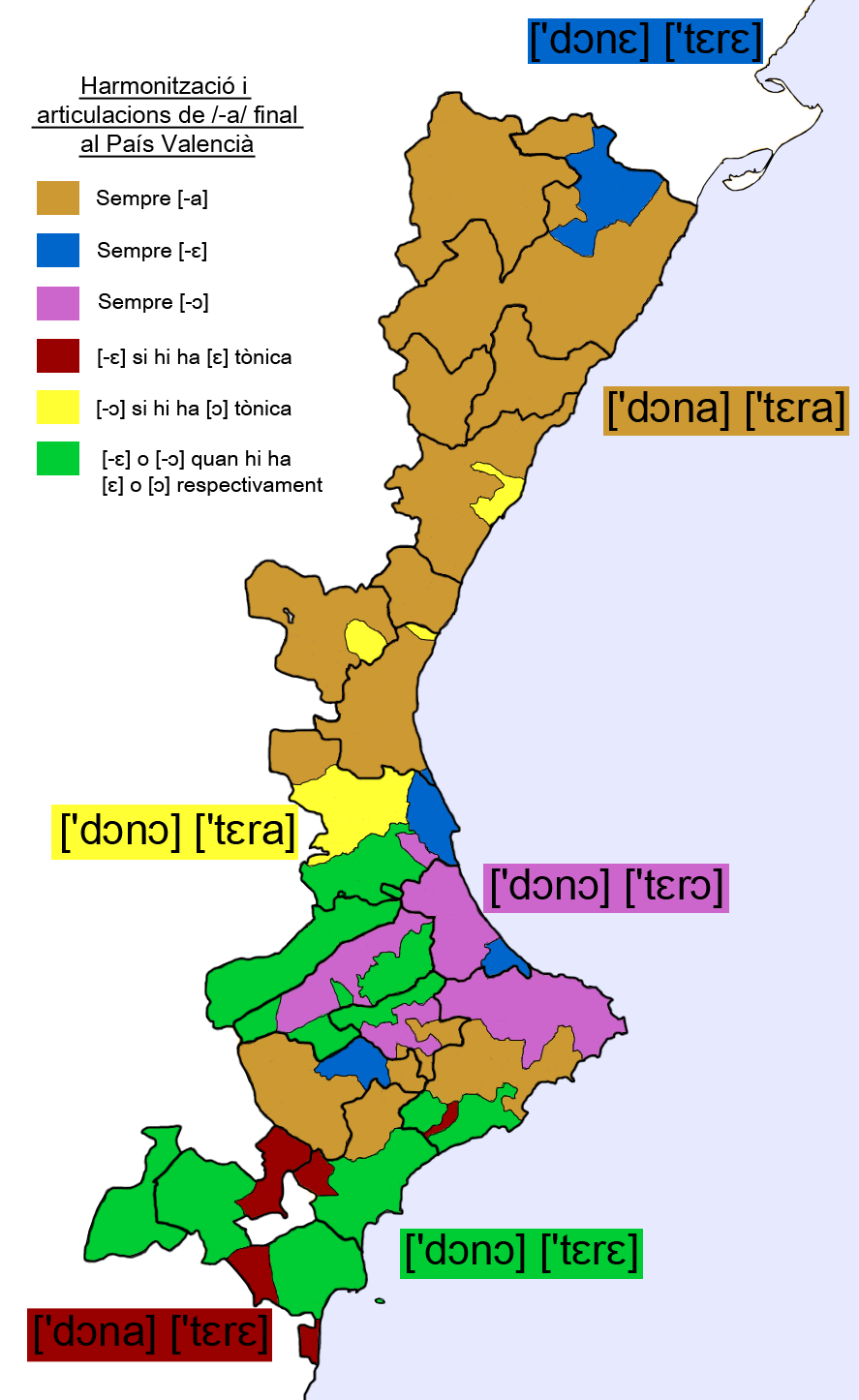
Вокальна гармонія у діалектах каталанської мови в Автономній області Валенсія

Алака́нський діале́кт або валенсі́йський алака́нський діале́кт (кат. valencià alacantí) — діалект каталанської мови (валенсійської мови) в Автономній області Валенсія, поширений на півдні Валенсії в районі міста Алакан або Алакант (іспанською — Аліканте). Входить до групи західних діалектів каталанської мови.
Часто алаканський діалект класифікується як субдіалект валенсійського діалекту каталанської мови.

## Характерні риси діалекту
- Як і в південноваленсійському діалекті, означений артикль як чоловічого, так і жіночого роду набуває форми es перед іменником, що починається з приголосної: es bous — «бики», es vaques — «корови»; перед іменниками, що починаються з голосної, артикль зберігає свою звичайну літературну форму: els alacantins — «чоловіки, мешканці Алакана», les alacantines — «жінки, мешканки Алакана».
- Літературна вимова буквосполучення -ix- (без [j]): caixa → ['kaʃa].
- Перехід дифтонгу [ɔw] в [aw]: bou → [baw] «бик», ou → [aw] «яйце», pou → [paw].
- Зникнення міжголосного -d- у суфіксі -uda: grenyuda → grenyua, vençuda → vençua. Аналогічний процес в деяких інших словах: roda → roa, cadira → caira «стілець», poder → poer. У кумарці Баш-Віналопо міжголосне -d- зникає в усіх словах.
- Частотніше вживання вказівного займенника aquí «тут, близько» замість нормативного валенсійського ací, замість нормативного валенсійського açò вживається регіональна форма astò.
- Кінцеве -r не вимовляється.
- Велика кількість запозичень з іспанської мови (більша, ніж в інших діалектах): llimpiar замість netejar «прибирати», sacar замість traure «витягати», assul замість blau «синій», niebla замість boira, mueble замість moble «меблі». Не зважаючи на це, у Долині Віналопо (кат. la Vall del Vinalopó, включає муніципалітети Елш, Ґуардамар-дел-Сегура, Санта-Пола) зберігаються слова abans, ans та denans, що їх в інших субдіалектах валенсійського діалекту заступлено запозиченням з іспанської antes.
- Як і у північноваленсійському діалекті, фіксується палаталізація групи tz: setze ['sedze] → ['seddʒe].
- Як у південноваленсійському субдіалекті фіксується зміна вимови голосних у залежності від попередньої голосної, так звана вокальна гармонія (кат. una harmonia vocàlica). Паралельно існує два типи вокальної гармонії, коли кінцева -a починає читатися по різному:
  - читається, як [-ɛ] або [-ɔ], якщо у попередньому складі є відповідно [ɛ] чи [ɔ]: dona → ['dɔ•nɔ], terra → ['tɛ•rɛ].
  - читається, як [-ɛ], якщо у попередньому складі є [ɛ] (наявність [-ɔ] не впливає на зміну фонеми): dona → ['dɔ•na], terra → ['tɛ•rɛ].